# Gradação
Gradação é uma figura de linguagem, relacionada com a
enumeração, onde são expostas determinadas ideias de forma crescente (em direção a um clímax) ou decrescente (anticlímax). No campo da estilística, é também entendida como um recurso semântico, ou seja, relacionado à exploração dos significados das palavras. Neste caso, o que se tem é um encadeamento de palavras, frases ou expressões de maneira a dar significados cumulativos.
Exemplos como figura de linguagem:
- Dei um passo, apressei-me, corri.
- Você era um bom professor, logo depois se tornou um desempregado qualquer e hoje não passa de um mendigo nas grandes cidades...
- Eu era pobre, era subalterno, era nada.

A gradação também se apresenta em sensações:
- Com não se sabe o terremoto, a guerra, a explosão que vai acontecer quando eu chegar com meu boletim em casa...

Às vezes a gradação também ocorre precedida da exposição de algo (ou algum assunto), caracterizando-a:
- Progressão ascendente: "Um coração chegando de desejos; Latejando, batendo, restrugindo..." (Vicente de Carvalho)
- Progressão descendente: "Oh, não aguardes, que a madura idade te converta essa flor, essa beleza, em terra, em cinzas, em pó, em sombra." (Gregório de Matos)